# Krokgöl (Vissefjärda socken, Småland)
Krokgöl är en sjö i Emmaboda kommun i Småland och ingår i Lyckebyåns huvudavrinningsområde. Sjön har en area på 0,159 kvadratkilometer och ligger 138,7 meter över havet.

## Delavrinningsområde
Krokgöl ingår i det delavrinningsområde (627514-149169) som SMHI kallar för Utloppet av Ödevaten. Medelhöjden är 140 meter över havet och ytan är 9,2 kvadratkilometer. Räknas de 3 avrinningsområdena uppströms in blir den ackumulerade arean 27,82 kvadratkilometer. Gusemålabäcken som avvattnar avrinningsområdet har biflödesordning 2, vilket innebär att vattnet flödar genom totalt 2 vattendrag innan det når havet efter 70 kilometer. Avrinningsområdet består mestadels av skog (77 procent). Avrinningsområdet har 1,65 kvadratkilometer vattenytor vilket ger det en sjöprocent på 17,9 procent.